# Slag bij Megiddo (15e eeuw v.Chr.)
De Slag bij Megiddo was een slag in de 15e eeuw v.Chr. tussen het Egyptische Nieuwe Rijk van Thoetmosis III en een Kanaänitische coalitie onder leiding van de prins van Kadesj, waarbij Thoetmosis uiteindelijk na de overgave van Megiddo in Palestina aan het langste eind trok.
De slag is beschreven door de militaire schrijver Tjaneni op de muren van de Amontempel te Karnak. Deze slag is ook de eerste in de wereldgeschiedenis waarvan een beschrijving bewaard is gebleven.

## Aanloop
Thoetmosis I had Syrië onder het Egyptische gezag gebracht. Deze streek was erg belangrijk vanwege zijn handelsroutes en houtvoorraad. Na de dood van Hatsjepsoet vormde de vorst van Kadesj een coalitie tegen Egypte met de koning van Megiddo en wist hij zich te verzekeren van de steun van de koning van de Mitanni.

## Slag van Megiddo
In het tweeëntwintigste jaar van zijn regering, nog geen jaar na de dood van Hatsjepsoet, vertrok Thoetmosis III met zijn leger om de opstandige steden te onderwerpen. In het drieëntwintigste jaar van zijn regering (vermoedelijk 1457 v.Chr.) komt hij aan in Gaza. Vandaar trok hij verder naar Yehem waarbij hij de keuze uit drie routes had:
1. een zuidelijke via Taanach,
2. een noordelijke via Djefty,
3. of de kortste, de Aroena weg.

Deze laatste was smal en ideaal voor een hinderlaag. Thoetmosis waagde het erop en koos niet voor een omweg zoals zijn generaals voorstelden. Na drie dagen marcheren door de vallei kwamen ze aan bij het vijandelijke kamp. De vijanden werden verrast door een frontale aanval en ze werden onder de voet gelopen. Velen van hen konden echter vluchten naar de stad Megiddo, maar omdat de inwoners zagen dat de Egyptenaren hen op de hielen zaten, besloten ze de poorten niet te openen. Ze lieten echter wel kleren naar beneden hangen, waardoor de troepen naar boven op de wallen konden klimmen. Omdat de Egyptische troepen het kamp van de vijand begonnen te plunderen, konden vele vijandelijke troepen de stad veilig bereiken.
Zo konden ook de koningen van Kadesj en Megiddo voorlopig ontsnappen, maar de stad was wel omsingeld door de Egyptische troepen.

## Belegering van Megiddo
De farao zond zijn troepen door het opstandige land heen en allen erkenden zijn gezag, maar de stad Megiddo bleef weerstand bieden. Uiteindelijk werd ze echter na ongeveer zeven maanden belegering ingenomen. De oorlogsbuit van de Egyptenaren bestond uit 340 gevangenen,
924 strijdwagens, 200 wapenuitrustingen, 502 bogen, 2238 paarden, 1929 stuks vee en 22.500 andere dieren.

## Resultaat
Met de val van Megiddo was vrijwel het gehele noorden van Palestina en het zuiden van Syrië door
Thoetmosis III veroverd.
Het hele gebied tot Kadesj was onder controle gekomen van de farao en de lokale heersers stuurden hun opvolgers als gijzelaars naar Egypte waar ze op de Egyptische wijze werden opgevoed. De vorst van Kadesj had weten te ontkomen, maar in 1461 v.Chr werd Kadesj veroverd en enkele jaren later stak Thoetmosis de Eufraat over en versloeg hij de Mitanni.